# Monanchora arbuscula
Monanchora arbuscula is een sponzensoort (Porifera), behorend tot het geslacht Monanchora.
De soort komt vooral voor in het westen van de Atlantische Oceaan, nabij de Bahama's en  de Caraïben. De soort kan zowel in ondiep als diep water voorkomen.